# Gino Cogliandro
Gino Cogliandro, all'anagrafe Luigi Cogliandro (Napoli, 10 ottobre 1949 – Salerno, 23 agosto 2022), è stato un comico, attore e cabarettista italiano.

## Biografia
Napoletano, fu uno dei componenti del trio comico de I Trettré e partecipò a molti programmi televisivi oltre che recitare in diversi film commedia. Residente da molti anni a Marina di Pisciotta, nel Cilento, morì in ospedale a Salerno il 23 agosto 2022 a 72 anni.

## Filmografia
- Italian Fast Food, regia di Lodovico Gasparini (1986)
- Fantozzi 2000 - La clonazione, regia di Domenico Saverni (1999)
- Impepata di nozze - Sposarsi al sud è tutta un'altra storia..., regia di Angelo Antonucci (2012)
- Corsie d'emergenza - serie TV, 1 episodio (2012)
- La legge è uguale per tutti... forse, regia di Ciro Ceruti e Ciro Villano (2014)
- Effetti indesiderati, regia di Claudio Insegno (2015)
- Made in China napoletano, regia di Simone Schettino (2017)
- Felicissime condoglianze, regia di Antonio Adamo (2017)
- Un figlio a tutti i costi, regia di Fabio Gravina (2018)
- Ammèn, regia di Ciro Villano (2020)
- Vecchie canaglie, regia di Chiara Sani (2022)

## Televisione
- Drive In (Italia 1, 1983-1988)
- Un fantastico tragico venerdì (Rete 4, 1986-1987)
- Che piacere averti qui (Italia 1, 1987)
- I-taliani (Italia 1, 1988-1989)
- Il TG delle vacanze (Canale 5, 1991)
- Raimondo... e le altre (Rai 1, 1992)
- Buona Domenica (Canale 5, 1992-1994, 2007-2008)
- Retromarsh!!! (Telemontecarlo, 1996)
- Forum (Rete 4, 1999-2005)